# Harbin
Harbin (kinesisk: "Hā'ěrbīn" eller "哈尔滨") er en by i Folkerepublikken Kina. Den er provinshovedstad og største by i provinsen Heilongjiang. 
Harbin og Heilongjiang-provinsen er blandt Kinas koldeste beboede områder med temperaturer ned til minus 35 grader celsius. Byens befolkningstal er sat til 4.800.000 (med forstæder: 9.900.000) og er hermed Kinas syvendestørste by. Byen er kendt som en af landets flotteste byer med arkitektonisk inspiration fra især Europa og Rusland. Harbin går således også under navnet "Østens Paris". Mange historiske bygninger, der blev revet ned under kulturrevolutionen eller forfaldt i tidens løb, er blevet renoveret eller genopført som f.eks. Sankt Nikolaj Katedralen. 

## Økonomi
BNP (2007) CNY 243,68 milliarder (per capita: CNY 38.124)
I Harbin ligger Harbinbryggeriet, Kinas ældste ølbryggeri, grundlagt i 1900.

## Vinterfestival
Byen har hvert år siden 1985 afholdt den årlige "Isfestival" (egentlig kaldt: Is- og sneverden). Enorme skulpturer af is og sne kan ses på Sun øen på den modsatte side af Songhua floden. Isfestivalen var i 2008 verdens største af slagsen. 

## Klima
| Vejr for Harbin                   | Vejr for Harbin | Vejr for Harbin | Vejr for Harbin | Vejr for Harbin | Vejr for Harbin | Vejr for Harbin | Vejr for Harbin | Vejr for Harbin | Vejr for Harbin | Vejr for Harbin | Vejr for Harbin | Vejr for Harbin | Vejr for Harbin |
|                                   | Jan             | Feb             | Mar             | Apr             | Maj             | Jun             | Jul             | Aug             | Sep             | Okt             | Nov             | Dec             | År              |
| --------------------------------- | --------------- | --------------- | --------------- | --------------- | --------------- | --------------- | --------------- | --------------- | --------------- | --------------- | --------------- | --------------- | --------------- |
| Gennemsnitlig maks °C             | −12,5           | −7,2            | 2,3             | 13,7            | 21,3            | 26,1            | 27,9            | 26,3            | 20,7            | 11,7            | −0,1            | −9,4            | 10,1            |
| Gennemsnitlig min °C              | −24,1           | −19,8           | −9,7            | 0,4             | 7,9             | 14,5            | 18,3            | 16,2            | 8,7             | 0,1             | −10,1           | −19,8           | −1,5            |
| Gennemsnitlig nedbør mm           | 3               | 5               | 10              | 18              | 40              | 84              | 143             | 121             | 58              | 26              | 10              | 6               | 524             |
| Kilde (27. februar 2019): TurVejr |                 |                 |                 |                 |                 |                 |                 |                 |                 |                 |                 |                 |                 |

## Myndigheder
Den lokale leder i Kinas kommunistiske parti er Chen Haibo. Borgmester er Song Xibin, pr. 2021.

## Ekstern henvisning
- Wikimedia Commons har flere filer relateret til Harbin
- Officiel hjemmeside Arkiveret 26. februar 2011 hos  Wayback Machine (Bemærk at denne er på kinesisk)